# Aluízio Freire Ramos Accioly Neto
Aluízio Freire Ramos Accioly Neto, detto Baiano (Rio de Janeiro, 27 settembre 1912 – Rio de Janeiro, 17 luglio 1956), è stato un cestista brasiliano.

## Carriera
Con il Brasile ha disputato le Olimpiadi del 1936, classificandosi al 9º posto. Ha vinto il bronzo al Campionato sudamericano del 1940 e si è classificato al 5º posto al Campionato sudamericano del 1941.